# عيني عينك (برنامج)

## متى عرض
عيني عينك ، برنامج كوميدي كويتي من إنتاج قناة فنون والعرض الأول (1 سبتمبر 2008 -)

## الفنانين المشاركين
- شعبان عباس
- مشاري البلام
- نادية كرم
- أحمد السلمان
- إلهام الفضالة
- يعقوب عبد الله
- محمود بوشهري
- فيصل بوغازي
- جمال الشطي
- علي سلطان
- خالد العجيرب
- عبد الله بوشهري
- شيماء علي
- فرحان العلي
- أحمد العونان
- بثينة الرئيسي
- إسماعيل سرور
- مي البلوشي
- بشار الجزاف
- شهاب حاجية